# Пусковые обороты
Пусковые обороты двигателя внутреннего сгорания — частота вращения коленчатого вала в момент запуска двигателя (см. Пусковая система двигателя внутреннего сгорания).
Для того чтобы двигатель запустился коленвал должен быть раскручен какой-то внешней силой, и для бензиновых двигателей потом на свечах должна появиться искра. Пусковые обороты показывают — с какой скоростью должен быть раскручен двигатель, чтобы он мог быть переведён в состояние постоянной работы и коленвал стал крутиться без помощи внешних сил.
Пусковое число оборотов зависит от условий смесеобразования, зажигания, типа и конструкции двигателя, способа смесеобразования, температуры поступающего воздуха и топлива.
При современных конструкциях карбюраторов смесеобразование, обеспечивающее возможность вспышки сжатой смеси, получается уже при 30 — 40 об/мин коленчатого вала двигателя.
Пусковые обороты могут находиться около показателя 180 об/мин.